# Giá thị trường hợp lý
Giá thị trường hợp lý (FMV) là một ước tính giá trị thị trường của một tài sản, dựa trên những gì một hiểu biết, sẵn sàng, và người mua không có áp lực có lẽ sẽ trả tiền để một hiểu biết, sẵn sàng, và người bán không bị áp lực trong thị trường. Ước tính giá trị thị trường hợp lý có thể được thiết lập dựa trên tiền lệ hoặc ngoại suy. Giá trị thị trường hợp lý khác với giá trị nội tại mà một cá nhân có thể đặt trên cùng một tài sản dựa trên sở thích và hoàn cảnh của riêng họ.
Vì các giao dịch thị trường thường không thể quan sát được đối với các tài sản như doanh nghiệp tư nhân và hầu hết tài sản cá nhân và bất động sản, FMV phải được ước tính. Ước tính giá trị thị trường hợp lý thường chủ quan do hoàn cảnh địa điểm, thời gian, sự tồn tại của các tiền lệ so sánh và nguyên tắc đánh giá của mỗi người liên quan. Ý kiến về giá trị luôn dựa trên sự giải thích chủ quan của thông tin có sẵn tại thời điểm đánh giá. Điều này trái ngược với một giá trị áp đặt, trong đó một cơ quan pháp lý (luật pháp, quy định thuế, tòa án, v.v.) đặt một giá trị tuyệt đối cho một sản phẩm hoặc dịch vụ.
Một kẻ mạnh sẽ lấy thay vì bán tài sản, sẽ không được coi là một giao dịch thị trường công bằng vì một trong các bên (trong trường hợp này, người bán) chịu áp lực không đáng có để tham gia giao dịch. Các ví dụ khác về doanh số không đáp ứng được thử nghiệm về giá trị thị trường hợp lý bao gồm bán thanh lý, chứng thư thay vì bị tịch thu, bán đau khổ và các loại giao dịch tương tự.

## Định nghĩa quốc gia

### Hoa Kỳ
Trong luật thuế của Hoa Kỳ, định nghĩa về giá trị thị trường hợp lý được tìm thấy trong phán quyết của Tòa án Tối cao Hoa Kỳ trong vụ kiện Cartwright:
Giá trị thị trường hợp lý là giá mà tài sản sẽ trao đổi giữa người mua sẵn sàng và người bán sẵn sàng, không bị ép buộc mua hoặc bán và cả hai đều có kiến thức hợp lý về các sự kiện có liên quan. Hoa Kỳ v. Cartwright, 411 US 546, 93 S. CT. 1713, 1716-17, 36 L. Ed. 2d 528, 73-1 Hoa Kỳ Thuế. (CCH) 12.926 (1973) (trích dẫn từ các quy định của Kho bạc Hoa Kỳ liên quan đến thuế bất động sản Liên bang, tại 26 CFR sec. 20.2031-1 (b)).
Thuật ngữ giá trị thị trường hợp lý được sử dụng trong suốt Bộ luật doanh thu nội bộ trong số các luật pháp liên bang khác ở Hoa Kỳ bao gồm Phá sản, nhiều luật tiểu bang và một số cơ quan quản lý. Trong vụ kiện tụng tại nhiều khu vực pháp lý tại Hoa Kỳ, giá trị thị trường hợp lý được xác định tại phiên điều trần. Trong một số khu vực pháp lý nhất định, tòa án được yêu cầu tổ chức các phiên điều trần thị trường công bằng, ngay cả khi người vay hoặc người bảo lãnh khoản vay từ bỏ quyền của họ đối với phiên điều trần như vậy trong các tài liệu cho vay.

### Canada
Giá trị thị trường hợp lý không được xác định rõ ràng trong Đạo luật thuế thu nhập. Điều đó nói rằng, ông Justice Cattanach ở Henderson Estate, Bank of New York v. MNR, (1973) CTC 636 tại trang.   644 nêu rõ khái niệm như sau: 
 Đạo luật không định nghĩa biểu thức "giá trị thị trường hợp lý", nhưng biểu thức đã được định nghĩa theo nhiều cách khác nhau tùy thuộc vào chủ đề mà người tìm cách xác định nó có trong tâm trí. Tôi không nghĩ cần phải cố gắng định nghĩa chính xác biểu thức được sử dụng trong quy chế khác hơn là nói rằng các từ phải được hiểu theo cách hiểu chung về chúng. Theo cách hiểu thông thường, tôi có nghĩa là mức giá cao nhất mà một tài sản có thể dự kiến sẽ mang lại nếu được chủ sở hữu bán theo phương pháp thông thường áp dụng cho tài sản được đề cập trong quá trình kinh doanh thông thường trong một thị trường không chịu bất kỳ căng thẳng quá mức nào và bao gồm của người mua và người bán sẵn sàng giao dịch ở độ dài của cánh tay và không bắt buộc phải mua hoặc bán. Tôi sẽ nói thêm rằng sự hiểu biết đã nói ở trên như tôi đã diễn đạt nó một cách tổng quát bao gồm những gì tôi nghĩ là yếu tố thiết yếu là một thị trường mở và không bị hạn chế trong đó giá cả bị cấm giữa người mua và người bán sẵn sàng và thông báo cung và cầu. Các định nghĩa này có thể áp dụng như nhau cho "giá trị thị trường hợp lý" và "giá trị thị trường" và thật đáng nghi nếu từ "công bằng" thêm bất cứ điều gì vào từ "giá trị thị trường". 
 Cùng với quyết định này, Cơ quan doanh thu Canada (CRA) liệt kê định nghĩa làm việc sau đây trong từ điển trực tuyến: 
 Giá trị thị trường hợp lý thường có nghĩa là giá cao nhất, tính bằng đô la, rằng một tài sản sẽ mang lại một thị trường mở và không bị hạn chế giữa người mua sẵn sàng và người bán sẵn sàng, cả hai đều hiểu biết, thông thái và thận trọng và đang hành động độc lập với nhau. 
 Như định nghĩa chỉ ra, các khái niệm giá trị thị trường hợp lý của Canada và Mỹ rất giống nhau. Một sự khác biệt rõ ràng là định nghĩa làm việc của Canada đề cập đến "giá cao nhất" trong khi định nghĩa của Mỹ chỉ đề cập đến "giá". Người ta tranh cãi liệu sự hiện diện của từ "cao nhất" có phân biệt người Canada với định nghĩa của người Mỹ hay không.